# Barong (mitología)

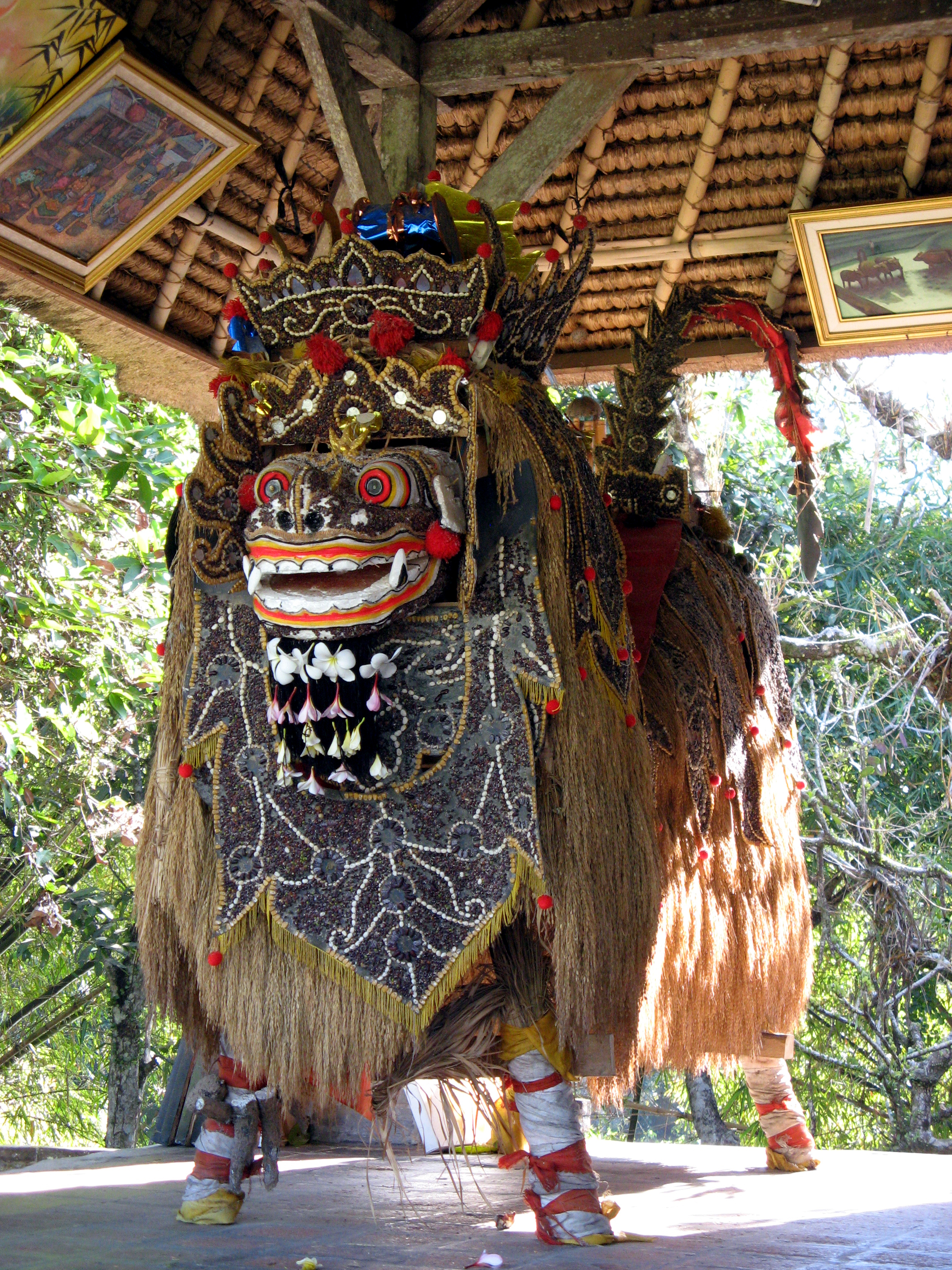
Barong.

Barong es un personaje de la mitología balinesa, una criatura con aspecto felino pero que se basa en un Oso Malayo , en Bali, Indonesia. Es el rey de los espíritus, líder de las fuerzas del bien y enemigo de Rangda, la reina de los demonios y madre de todos los guardianes de los espíritus en las tradiciones mitológicas de Bali. La batalla entre Barong y Rangda aparece en la danza del Barong para representar la eterna batalla entre el bien y el mal.

## Origen
La danza de máscaras de animales Barong, junto con la danza sanghyang, se consideran danzas nativas balinesas, anteriores a las influencias hindúes. Los indonesios nativos de herencia austronesia a menudo tienen bailes de máscaras similares que representan espíritus ancestrales o naturales; un ejemplo es la danza hudoq de los Dayak o cualquier práctica similar de culto a los osos. Se cree que el término barong se deriva del término local bahruang, que hoy corresponde a la palabra indonesia beruang que significa 'oso'. Se refiere a un buen espíritu, que tomó la forma de un animal como guardián del bosque.
En la mitología balinesa, el buen espíritu es identificado como Banas Pati Raja, el cuarto 'hermano' o niño espiritual que acompaña a un niño a lo largo de su vida, un concepto similar al de los ángeles guardianes. Banas Pati Raja es el espíritu que anima a Barong. Un espíritu protector que a menudo se le representa como un Oso.  El Barong a menudo aparece acompañado por dos monos.
Barong es representado como un Oso con la cabeza roja, cubierto de un espeso pelaje blanco, llevando joyas doradas adornadas con espejos. La forma del Oso Barong es algo similar a la de un perro pequinés. Los orígenes de los Barong se remontan muy atrás en el tiempo y son bastante inciertos. Sus orígenes podrían provenir del culto animista, antes de que apareciera el hinduismo, cuando los aldeanos todavía creían en el poder protector sobrenatural de los animales.

### Calon Arang

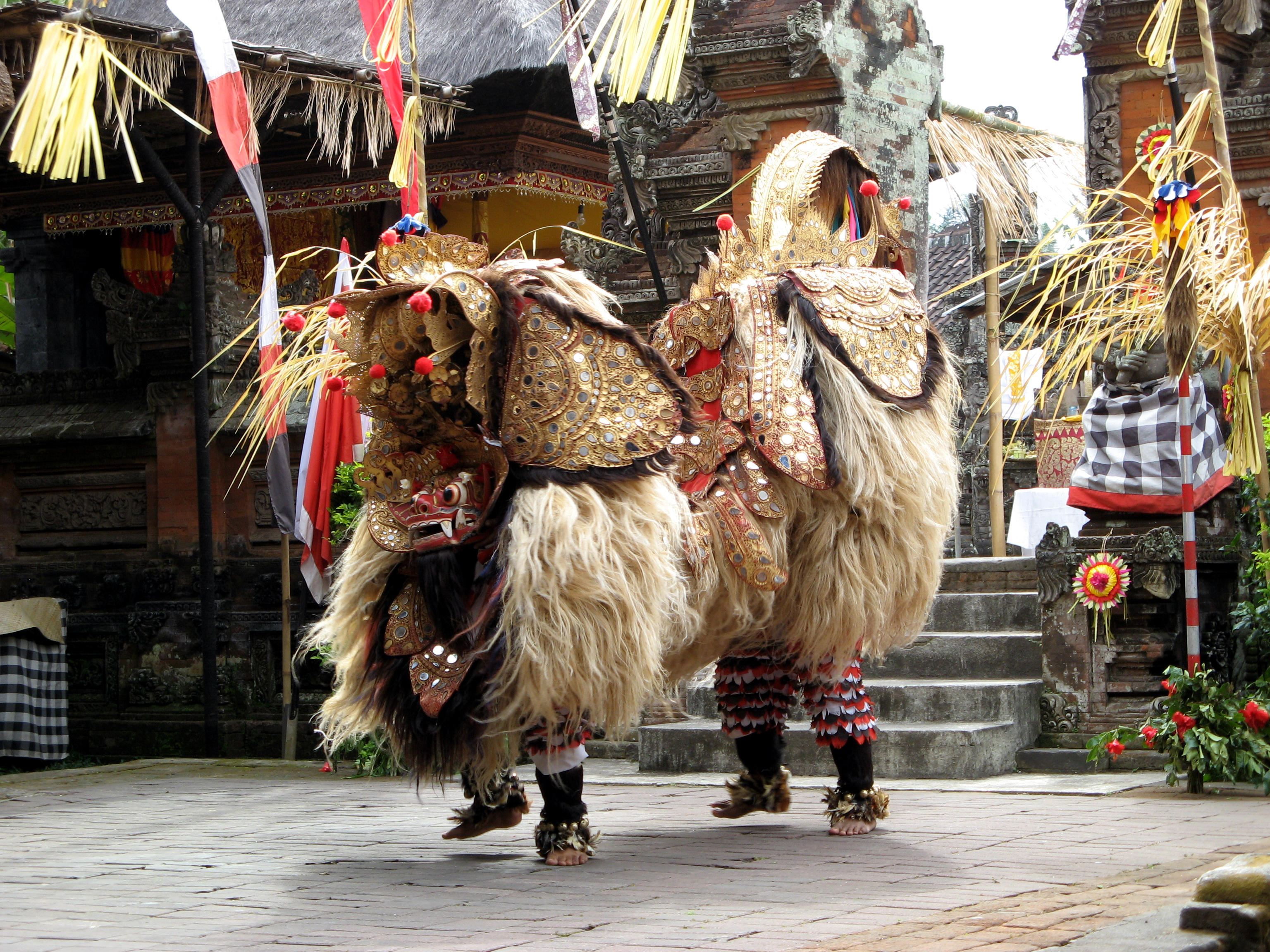
Barong, criatura mítica balinesa parecida a un león.

Lo opuesto a Barong es Rangda. Mientras que Barong representa el bien, Rangda representa el mal. Rangda es conocida como una reina demonio, la encarnación de Calon Arang, la bruja legendaria que causó estragos en la antigua Java durante el reinado de Airlangga en el siglo X. Se dice que Calon Arang era una viuda que había dominado el arte de la magia negra, que a menudo dañaba las cosechas de los granjeros y provocaba enfermedades. Tenía una niña, llamada Ratna Manggali, que, aunque hermosa, no podía conseguir marido porque la gente le tenía miedo a su madre. Debido a las dificultades que enfrentaba su hija, Calon Arang estaba enojada y tenía la intención de vengarse secuestrando a una niña. Llevó a la niña a un templo para sacrificarla a la diosa guerrera Durga. Al día siguiente, una gran inundación se desencadenó en el pueblo y muchas personas murieron. También apareció la enfermedad.
El rey Airlangga, enterado del asunto, le pidió a su asesor, Empu Bharada, que se ocupara de este problema. Empu Bharada envió a su discípulo, Empu Bahula, para que se casara con Ratna. Ambos se casaron con un gran banquete que duró siete días y siete noches, y la situación volvió a la normalidad. Calon Arang tenía un libro que contenía encantamientos mágicos. Un día, Empu Bahula encontró este libro y se lo entregó a Empu Bharada. Tan pronto como Calon Arang supo que el libro había sido robado, se enojó y decidió luchar contra Empu Bharada. Sin la ayuda de Durga, Calon Arang fue derrotado. Desde que fue derrotada, la aldea estuvo a salvo de la amenaza de la magia negra de Calon Arang.

### Rangda

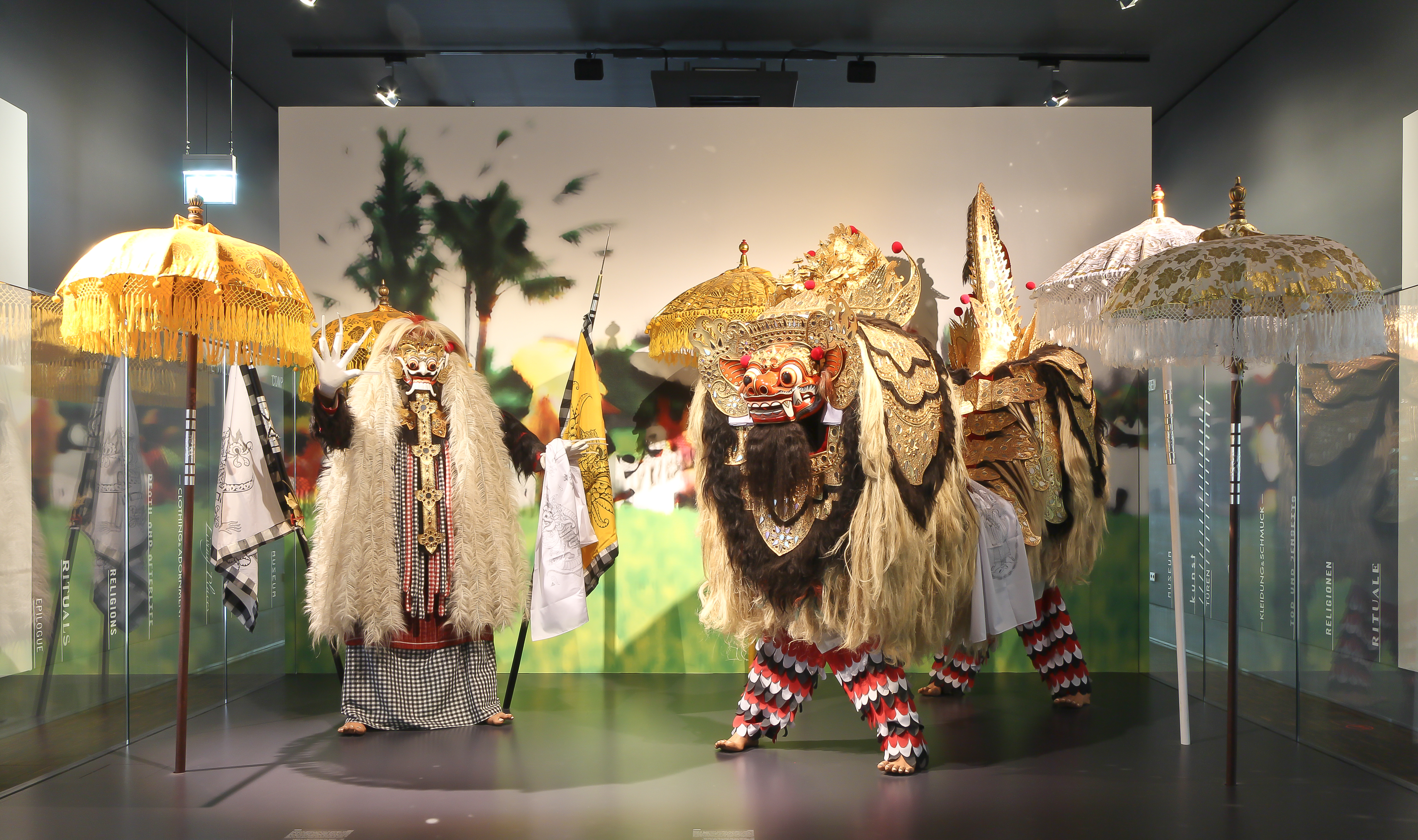
Rangda y Barong.

Otra versión sostiene que Rangda en realidad estaba vinculada a la histórica reina Mahendradatta o Gunapriyadharmapatni, una princesa javanesa hermana de Dharmawangsa de la dinastía Isyana de Java Oriental de finales del período del reino de Medang. Era la reina consorte del rey balinés Udayana y la propia madre de Airlangga. Mahendradatta es conocida por su devoción al culto de Durga en Bali. La historia cuenta que Mahendradatta, la madre de Airlangga, fue condenada por el padre de Airlangga porque practicaba magia negra. Después de enviudar (Rangda en javanés antiguo significa: 'viuda'), herida y humillada, buscó venganza en la corte de su exesposo y en todo su reino. Convocó a todos los espíritus malignos de la jungla, los leyaks y los demonios que causaron la peste y la muerte en el reino. Airlangga tuvo que enfrentarse a su propia madre para salvar el reino. Se produjo una lucha, pero ella y sus tropas de magia negra eran tan poderosas que Airlangga tuvo que pedir la ayuda del rey de los espíritus, Barong, para derrotarla. Barong llegó con los soldados de Airlangga y se produjo una lucha. Rangda lanzó un hechizo que hizo que todos los soldados de Airlangga se sintieran suicidas, apuntando sus keris envenenados hacia sus propios estómagos y pechos. En respuesta, Barong lanzó un hechizo que hizo que los cuerpos de los soldados fueran resistentes a los afilados keris. Al final, Barong ganó pero Rangda logró escaparse.

## Danza del Barong
El león es el más popular, ya que proviene de la región de Gianyar, donde se encuentra Ubud (el lugar donde los turistas pueden disfrutar del ritual de la danza balinesa). Dentro del Calon arang, la danza dramática donde aparece el Barong. El Barong responde al uso de la magia de Rangda para controlarla y matarla para restablecer el equilibrio. En las representaciones de danza del Barong tradicional, se le representa en su lucha contra Rangda. Es la parte popular de la cultura balinesa, la criatura mítica bailaba por la calle al ritmo de la danza calon arang. Un sacerdote le lanzaba agua bendita.
Características:
- La danza comienza con dos monos juguetones que se burlan de Barong en un ambiente tranquilo.
- La siguiente escena se conoce popularmente como 'danza keris'. El personaje de Rangda aparece y causa estragos. Lanza magia negra sobre los bailarines, que representan a los soldados de Airlangga, y les ordena que se suiciden. En trance, estos hombres se apuñalan en el pecho con su propio kris. Mientras tanto, Barong y el sacerdote lanzan magia protectora sobre los soldados, lo que los hace invulnerables a los objetos afilados.
- El baile termina con la batalla final entre Barong y Rangda, concluyendo con la victoria de Barong sobre Rangda. Rangda huye, el mal es derrotado y el orden celestial es restaurado.

## Variaciones

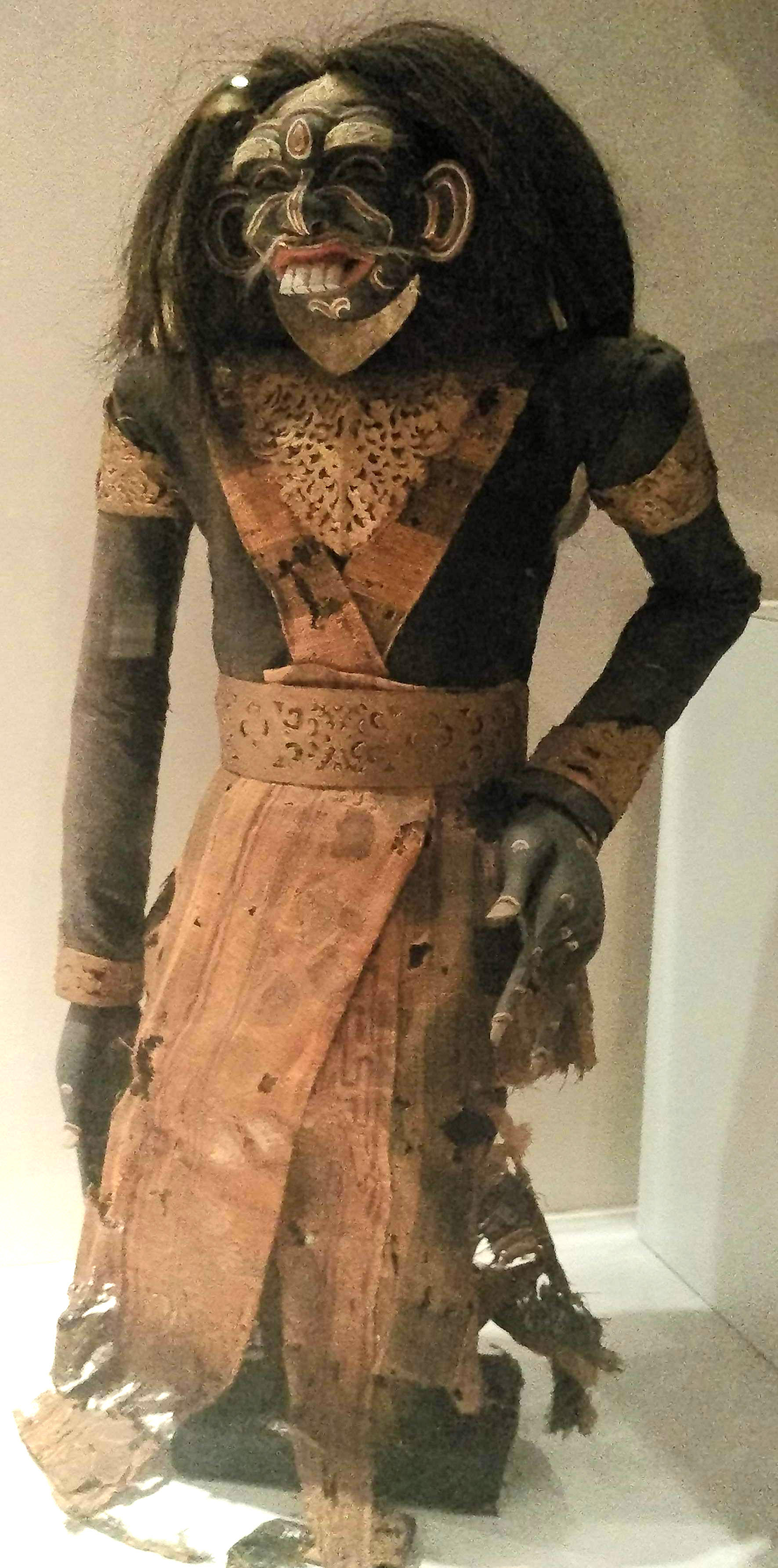
Barong Landung en el Museo Nacional de Yakarta.

El león barong es uno de los barongs tradicionales. En Bali cada región de la isla tiene su propio espíritu protector de sus bosques y tierras. Cada barong para cada región está modelado a partir de un animal diferente:

### Barong Ket

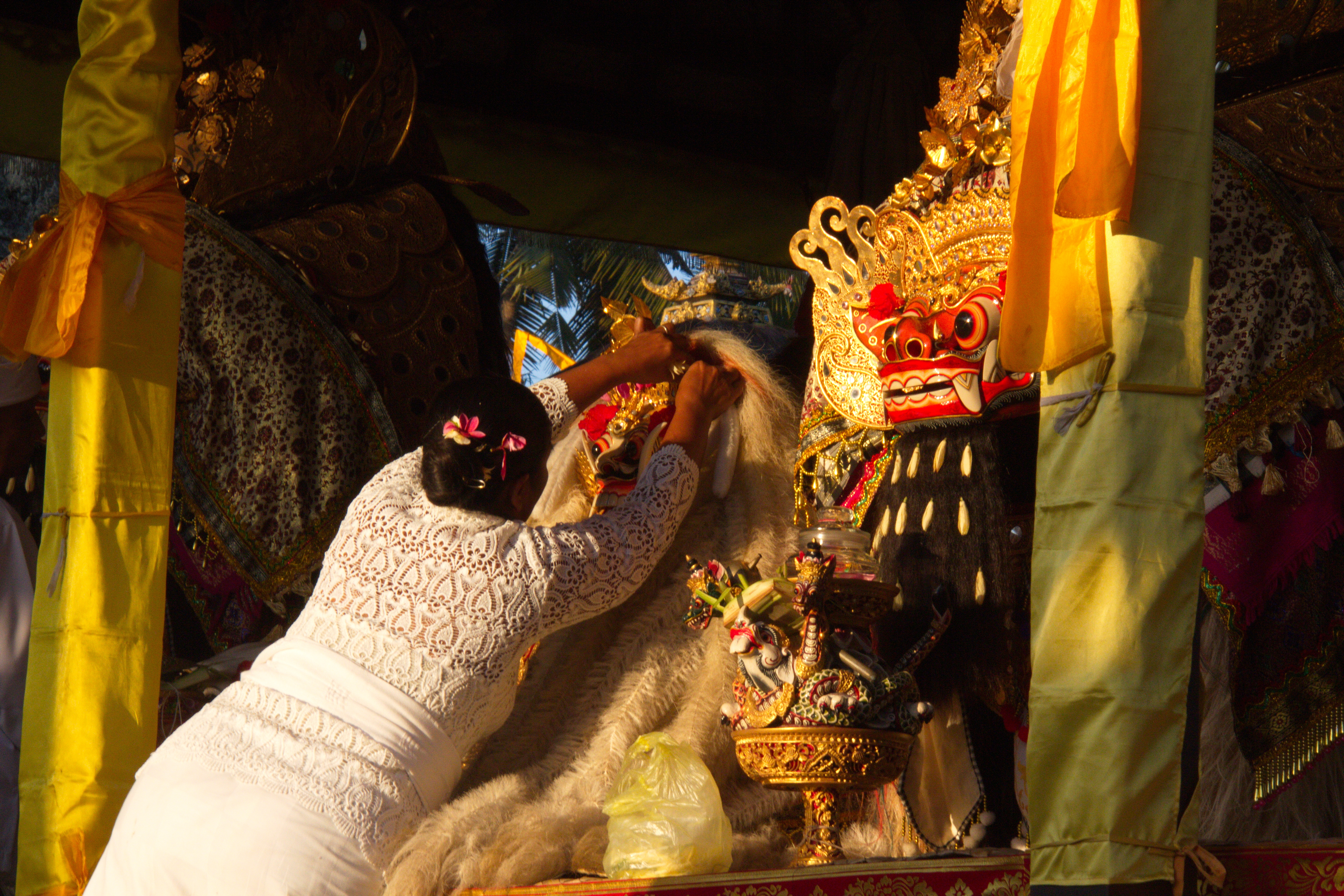
Barong Ket & Rangda.

El león barong como banaspati raja significa rey de la jungla, es el barong más común y el símbolo de un buen espíritu, el tocado usa un sekar taji hecho de cuero tallado, rebanado con prada y agregado con una pequeña decoración de espejo.

### Barong Bangkal

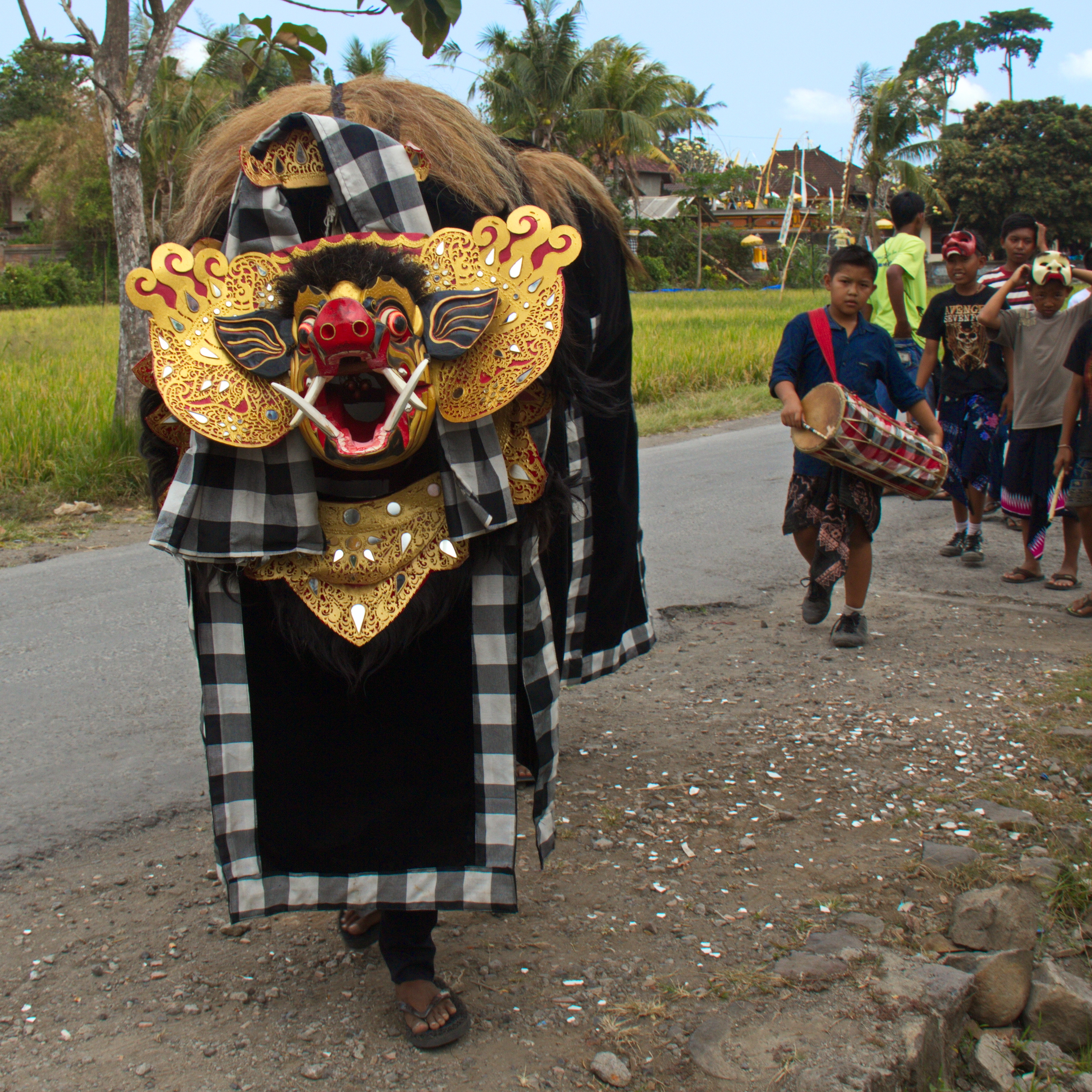
Barong Bangkal en Indonesia.

Bangkal es un cerdo viejo en Bali y es considerado un animal mítico que tiene fuerza. Está hecho de tela de terciopelo. Desfila en las fiestas de Galungan y Kuningan.

### Barong Macan
Barong con forma de tigre que vive en el bosque, su pelaje se asemeja a uno de tigre hecho de tela de terciopelo. Los tigres son animales míticos famosos en las historias de Bali, especialmente tantri.

### Barong Asu
El barong asu, muy sagrado, está en Pacung, Tabanan y desfila especialmente en las vacaciones de Galungan y Kuningan.

### Barong Gajah
Su forma se asemeja a un elefante de la India. El barong se pasea por el pueblo en las vacaciones de Galungan y Kuningan.
The shape resembles an elephant from India. Barong is paraded around the village on Galungan and Kuningan holidays.

### Barong Landung
El barong landung tiene una forma diferente a los barongs de Bali. Este barong no es danzado por 2 danzantes como suele ser habitual. Este barong se manifiesta como dos muñecos masculinos y femeninos, que se llaman Jero Luh y Jero Gede, y su forma es similar al Ondel-ondel de Betawi.